# Dancer, Texas, le rêve de la ville
Pour plus de détails, voir Fiche technique et Distribution.
Dancer, Texas, le rêve de la ville (Dancer, Texas Pop. 81) est un film américain réalisé par Tim McCanlies, sorti en 1998.

## Synopsis
Dans une petite ville du Texas, quatre jeunes sur le point de recevoir leur diplôme s'interrogent sur leur avenir.

## Fiche technique
- Titre : Dancer, Texas, le rêve de la ville
- Titre original : Dancer, Texas Pop. 81
- Réalisation et scénario : Tim McCanlies
- Musique : Steve Dorff
- Pays d'origine :  États-Unis
- Sociétés de production : TriStar Pictures
- Genre : Comédie dramatique
- Durée : 97 minutes
- Date de sortie : 13 mars 1998

## Distribution
- Breckin Meyer : Keller Coleman
- Peter Facinelli : Terrell Lee Lusk
- Eddie Mills : John Hemphill
- Ethan Embry : "l'écureuil"
- Ashley Johnson : Josie Hemphill
- Patricia Wettig : Mme Lusk
- Michael O'Neill : M. Lusk
- Eddie Jones : Earl
- Wayne Tippit : le grand-père de Keller
- Alexandra Holden : Vivian
- Keith Szarabajka : le père de l'écureuil
- Shawn Weatherly : Sue Ann
- Michael Crabtree : M. Hemphill
- Lashawn McIvor : Mme Hemphill